# Каспичан
Ка̀спичан — місто на північному сході Болгарії.  Воно розташоване у Шуменській області, недалеко від міст Новий Пазар і Плиска.  Місто є адміністративним центром общини Каспичан.

## Географія

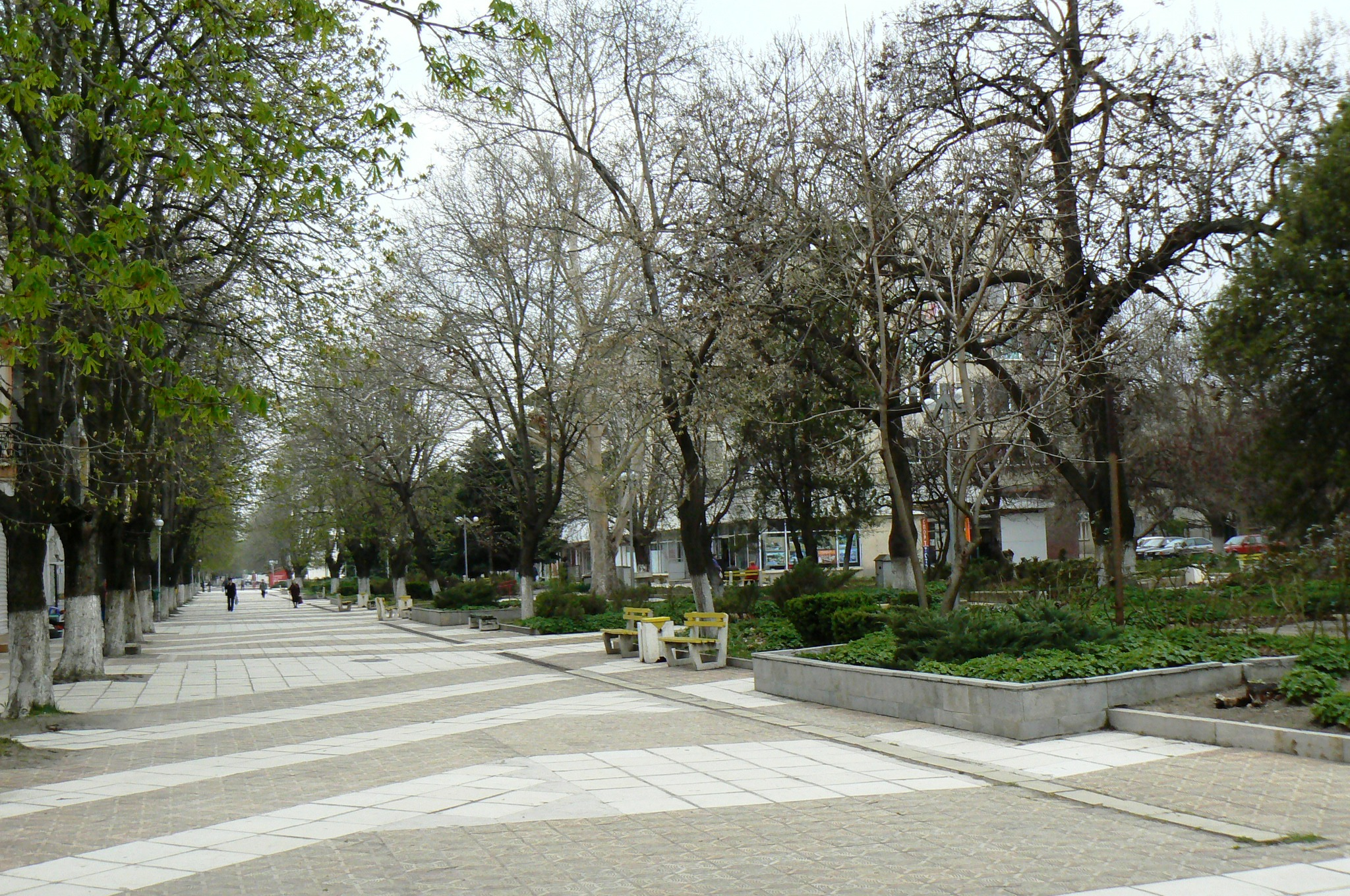

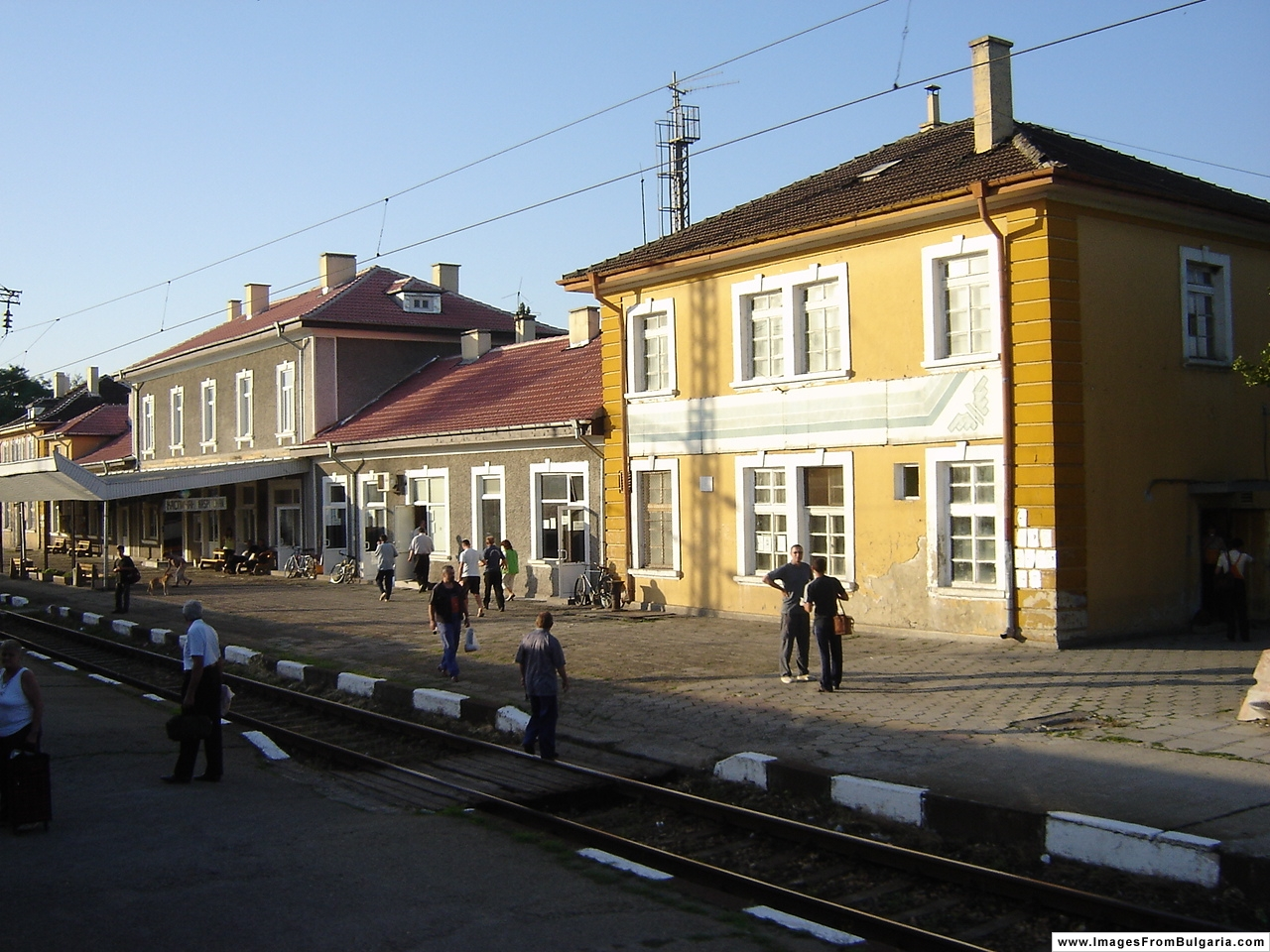
Станція Каспичан

Община Каспичан розташована у центральній частині північно-східній Болгарії. Межує з общинаами Шумен, Нови Пазар і Провадія. Адміністративно-територіальний поділ включає 9 населених пунктів.  Вона займає надзвичайно важливе стратегічне положення в Північно-східній Болгарії.
Місто Каспичан розташоване в 66 км від Варни і в  120 км від двох великих Дунайських портів Русе і Сілістра.  Залізнична станція міста є важливим комунікаційним і транспортним вузлом на північному сході Болгарії.  В землях міста Каспичан знаходиться і село Каспичан, яке не володіє територією.
Маршрут автотраси Хемус проходить через місто.  На території муніципалітету знаходяться НІАР «Плиска» і НІАР «Мадара».
Пріоритетними секторами в економіки міста є туризм, сільське господарство, легка промисловість та харчова промисловість. Муніципалітет має ресурси для розвитку екологічно  чистого тваринництва та сільського господарства. Зростають виноградарство та плодоновочева галузі. Багата культурно-історична спадщина та унікальні природні ресурси - передумови для того, щоб зробити Каспичан провідним туристичним центром. На його території знаходиться НІАР "Плиска", де була розташована перша болгарська столиця. Фортеця розділена на зовнішнє і внутрішнє місто. У місті є ряд будівель, у тому числі цитадель, захищена цегляною стіною, у якій був побудований невеликий палац. Велика базиліка, найбільший християнський храм кінця ХІХ століття, розташований на відстані 1,5 км від східних воріт.  У Плисьці князь Борис I познайомився з учнями Кирила і Мефодія, які розпочали книжкову школу.
Територія муніципалітету охоплює мальовниче Мадарське нагір'я та включає національний музей "Мадара", де є унікальний скельний рельєф Мадарського вершника, оголошений ЮНЕСКО пам'ятником світового значення та цінності.

## Історія
Місто Каспичан було засноване в 1866 році як залізнична станція Шумлі на першій залізничній лінії Русе - Варна. Протягом багатьох років  росло як ринок і залізничний вузол. Указом № 546 Президії Національних Зборів від 7 вересня 1964 року Каспичан був оголошений містом. У 1979 році він став центром общини.
На думку історика початку 20-го століття Василя Микова, походження назви - торкське, тому що воно є ім'ям свого племінного вождя.

## Населення
За даними перепису населення 2011 року у місті проживали 3116 осіб.
Національний склад населення міста:
| Національність   | Кількість осіб | Відсоток |
| ---------------- | -------------- | -------- |
| болгари          | 2449           | 85,7%    |
| турки            | 343            | 12,0%    |
| цигани           | 56             | 2,0%     |
| Всього відповіли | 2857           |          |

Розподіл населення за віком у 2011 році:
Динаміка населення:

## Релігії
В основному християни.

## Економіка
Умови муніципалітету підходять як для розвитку відпочинку, так і для бізнесу.  Також розвивається виробництво рослинних жирів і паперової продукції.  У місті Каспичан також найбільший на Балканах Дата-центр.
На території муніципалітету були розроблені деякі з найважливіших виробничих потужностей:
- найбільша компанія в Болгарії  санітарного фаянсу "Рока Болгарія";
- ВАТ "Херті" - виробництво пакетів, алюмінієвих ковпачків і термостійких капсул;
- "Івет", "Золота нива" - переробка м'яса та втготовлення ковбасних виробів;
- ТОВ "Велпа" - виробництво паперу, целюлози, картону та виробів з них;
- ВАТ "Керамат" - виробництво будівельних матеріалів,
- ТОВ "Кріс ойл 97" - виробництво рафінованої соняшникової олії та ін.

Місто є важливим залізничним центром, вузловою станцією на лініях Варна - Русе і Варна - Шумен - Горішня Оряховиця - Софія.

## Державні установи

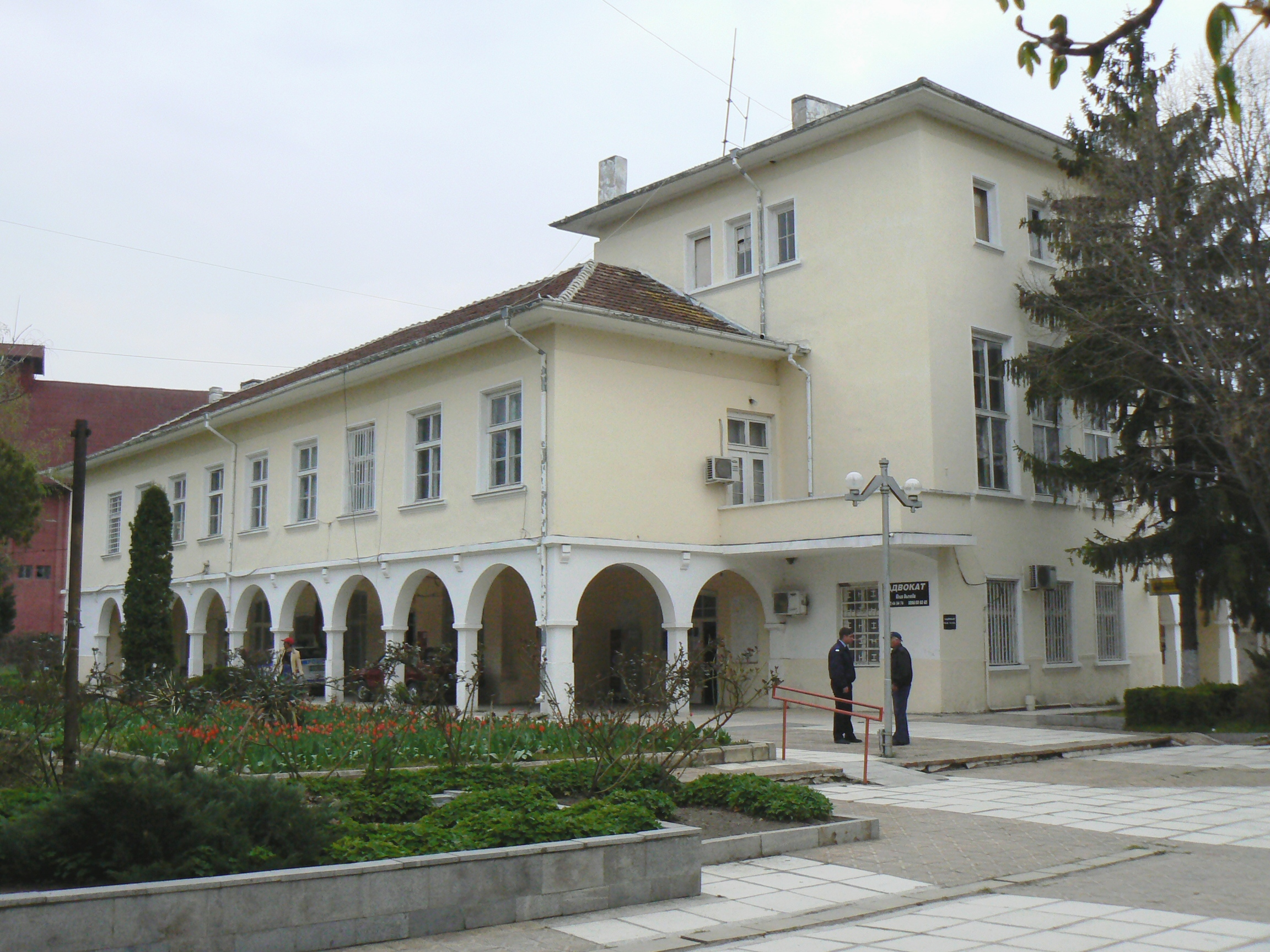
Будівля поліції

## Визначні пам'ятки
Культурні заходи відбуваються в культурному центрі, що об'єднує громадський центр "Пробуда", міську бібліотеку та кіно.
Колишній піонерський будинок перетворився на міський дитячий комплекс.

## Регулярні події
Щороку в Каспичані проводяться різноманітні заходи (фестивалі, концерти, ярмарки, конкурси тощо), пов'язані з «Днями мого міста», які в Каспичані починаються останнім тижнем травня. 2 липня кожного року компанія "Рока Болгарія" святкує    свій день на стадіоні «Локомотив» у місті Каспичан.

## Особи
Мери міста Каспічан (з 1964 р.):

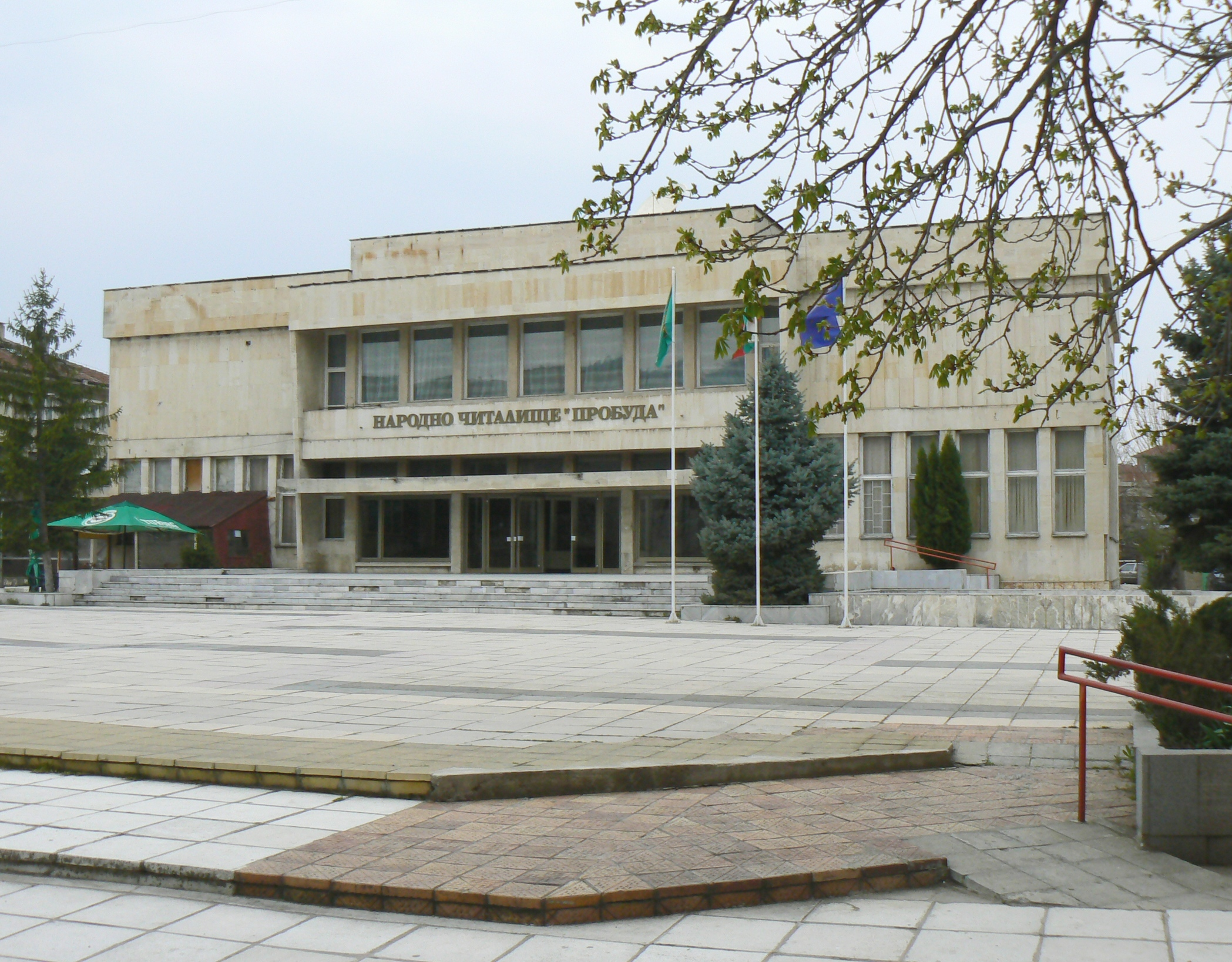
Культурний центр "Пробуда"

- З 1964 по 1967 рр. мером був Христо Іванов Пройнов, 19.03.1915 року народився в Плисьці, помер 17.03.1978.
- З 1968 по 1978 рр. мер Петро Христов, народився 01.07.1934 р., закінчив Шуменську Вищу економічну школу.
- З 1979 по 1991 рр. міський голова Жеко Іванов Урумов, народився 26.02.1932 р.
- З 1991 по 1999 рр. Микола  Борисов, народився 09.05.1953 р.
- З 1999 року міським головою був Валерій Радославов Вальков, 3 мандати, 1965 року народження.
- З 2015 року  Мер - Мілена Недєва.

Інші особистості:
- Проф.  Христо Контев -  болгарський ентомолог
- Проф.  Румяна Йовева - професор болгарської мови

## Спорт
Найбільш популярний спорт - гандбол.  Близько 60 дітей віком 8-14 років беруть участь у навчальному процесі. Кращий рейтинг - 4 місце в Болгарії (хлопці до 12 років) у 2005 році
Найкращим  у ракетомоделізмі молодшого віку є каспичанин, найкраща модель серед підлітків знову належить Каспичану,  вони виграють чемпіонат Європи та світу, який відбудеться в  місті . У 2013 році Європейський чемпіонат з ракетного моделювання проводиться вдруге в Болгарії, а в 2014 році  відбудеться перший чемпіонат світу з ракетомоделювання.

## Інше
Мис Каспичан на острові Гринвіч в Антарктиці названий на честь міста Каспичан.

## Зовнішні посилання
- http://www.kaspichan.net [Архівовано 11 травня 2021 у Wayback Machine.]
- http://www.kaspichan.org [Архівовано 16 січня 2021 у Wayback Machine.]